# Bambini Forever (singolo)
Bambini Forever è un singolo del duo musicale italiano Righeira, pubblicato nel 1986 come terzo estratto dall'album omonimo.

## Tracce
7" – CGD 10698 (Italia)
- Lato A

1. Bambini Forever – 4:26

- Lato B

1. Arruinado – 3:50

## Formazione
Righeira
- Johnson Righeira – voce
- Michael Righeira – voce

Produzione
- La Bionda – produzione